# Sandra Haynie
Sandra Jane Haynie (Fort Worth, 4 juni 1943) is een Amerikaanse golfprofessional. Ze was actief op de LPGA Tour, waarop ze 42 golftoernooien won, waarvan vier majors. Haynie debuteerde in 2006 op de Legends Tour.

## Loopbaan
Eind jaren 1950 won Haynie als amateur enkele regionale titels. In 1961 werd ze golfprofessional en maakte ze haar debuut op de LPGA Tour. Op 10 juni 1962 behaalde ze op 19-jarige leeftijd haar eerste (prof)zege op de LPGA door het Austin Civitan Open te winnen. In september 1965 behaalde ze haar eerste major door het LPGA Championship te winnen. In 1970 werd ze uitgeroepen tot de "LPGA Player of the Year". Op 4 juli 1982 behaalde ze haar 42ste zege door de Peter Jackson Classic te winnen. Het was tevens haar laatste LPGA-zege en haar vierde major. Haar laatste volledige seizoen was in 1989, waarna ze vervolgens afscheid nam van de LPGA Tour. Tussendoor werd ze opgenomen in de World Golf Hall of Fame.
In 2006 debuteerde Haynie op de Legends Tour, maar boekte geen successen. Ze werd wel geselecteerd voor het Amerikaanse golfteam op de Handa Cup in 2006, 2007, 2008 en 2009.

## Erelijst

### Amateur
- 1957: Texas State Publinx Championship
- 1958: Texas State Publinx Championship, 1958 Texas Amateur Championship
- 1959: Texas Amateur Championship
- 1960: Trans-Mississippi Championship.

### Professional
LPGA Tour
| Nr. | Datum             | Toernooi                              | Score           | Score | Info                                                 |
| --- | ----------------- | ------------------------------------- | --------------- | ----- | ---------------------------------------------------- |
| 1   | 10 juni 1962      | Austin Civitan Open                   | 69-73-72-75=289 | –7    |                                                      |
| 2   | 17 juni 1962      | Cosmopolitan Open                     | 66-72-72=210    | –6    |                                                      |
| 3   | 27 oktober 1963   | Phoenix Thunderbirds Ladies Open      | 68-71-76-71=286 | –2    |                                                      |
| 4   | 24 augustus 1964  | Baton Rouge Ladies' Open Invitational | 70-68-73=211    | –5    |                                                      |
| 5   | 11 november 964   | Las Cruces Ladies' Open               | 71-68-69=208    | –8    |                                                      |
| 6   | 20 juni 1965      | Cosmopolitan Open                     | 70-70-70=210    | –6    | Won de play-off van Marlene Hagge en Kathy Whitworth |
| 7   | 26 september 1965 | LPGA Championship                     | 70-68-69-72=279 | –5    |                                                      |
| 8   | 10 juli 1966      | Buckeye Savings Invitational          | 69-67-69=205    | –11   |                                                      |
| 9   | 28 augustus 1966  | Glass City Classic                    | 72-71-70=213    | par   | Won de play-off van Gloria Ehret                     |
| 10  | 13 november 1966  | Alamo Ladies' Open                    | 72-71-70=213    | –3    | Won de play-off van Shirley Englehorn                |
| 11  | 4 december 1966   | Pensacola Ladies Invitational         | 72-74-72=218    | –7    | Won de play-off van Kathy Whitworth                  |
| 12  | 27 augustus 1967  | Amarillo Ladies' Open                 | 71-74-67=212    | –1    |                                                      |
| 13  | 24 september 1967 | Mickey Wright Invitational            | 72-70-70=212    | –1    | Won de play-off van Kathy Whitworth                  |
| 14  | 8 september 1968  | Pacific Ladies Classic                | 71-68-74=213    | –3    |                                                      |
| 15  | 4 mei 1969        | Shreveport Kiwanis Club Invitational  | 70-73-71=214    | –2    |                                                      |
| 16  | 18 mei 1969       | St. Louis Women's Invitational        | 67-69-72=208    | –5    | Won de play-off van Kathy Whitworth en Peggy Wilson  |
| 17  | 13 juli 1969      | Ladies' Supertest Open                | 70-76-70=216    | –3    |                                                      |
| 18  | 19 april 1970     | Raleigh Ladies Invitational           | 69-71-72=212    | –4    |                                                      |
| 19  | 4 mei 1970        | Shreveport Kiwanis Invitational       | 73-69-72=214    | –2    |                                                      |
| 20  | 25 april 1971     | Burdine's Invitational                | 74-71-74=219    | –3    |                                                      |
| 21  | 2 mei 1971        | Dallas Civitan Open                   | 68-65-68=201    | –12   |                                                      |
| 22  | 9 mei 1971        | San Antonio Alamo Open                | 69-66-71=206    | –13   |                                                      |
| 23  | 15 augustus 1971  | Len Immke Buick Open                  | 70-69-67=206    | –10   |                                                      |
| 24  | 27 augustus 1972  | National Jewish Hospital Open         | 69-70-68=207    | –6    |                                                      |
| 25  | 17 september 1972 | Quality First Classic                 | 69-69-68=206    | –10   |                                                      |
| 26  | 24 september 1972 | Lincoln-Mercury Open                  | 73-71-71=215    | –4    |                                                      |
| 27  | 18 maart 1973     | Orange Blossom Classic                | 72-75-69=216    | par   |                                                      |
| 28  | 21 september 1973 | Charity Golf Classic                  | 71-68-69=208    | –8    |                                                      |
| 29  | 7 oktober 1973    | Lincoln-Mercury Open                  | 67-72-73-212    | –7    |                                                      |
| 30  | 16 juni 1974      | Lawson's LPGA Open                    | 72-74-69=215    | –1    | Won de play-off van Gloria Ehret                     |
| 31  | 23 juni 1974      | LPGA Championship                     | 69-73-73-73=288 | –4    |                                                      |
| 32  | 21 juli 1974      | US Women's Open                       | 73-73-74-75=295 | +7    |                                                      |
| 33  | 4 augustus 1974   | George Washington Classic             | 71-69-73=213    | –6    |                                                      |
| 34  | 25 augustus 1974  | National Jewish Hospital Open         | 71-71-71=213    | –6    |                                                      |
| 35  | 15 september 1974 | Charity Golf Classic                  | 70-72-66=208    | –5    |                                                      |
| 36  | 9 februari 1975   | Naples Lely Classic                   | 71-72-68=211    | –5    |                                                      |
| 37  | 27 april 1975     | Charity Golf Classic                  | 69-73-70=212    | –1    | Won de play-off van Amy Alcott en Judy Rankin        |
| 38  | 16 november 1975  | Jacksonville Ladies Open              | 75-71-77=223    | +7    |                                                      |
| 39  | 23 november 1975  | Greater Ft. Myers Classic             | 66-71-73=210    | –6    | Won de play-off van Pat Bradley                      |
| 40  | 20 september 1981 | Henredon Classic                      | 74-71-68-68=281 | –7    |                                                      |
| 41  | 27 juni 1982      | Rochester International               | 72-68-69-67=276 | –12   |                                                      |
| 42  | 4 juli 1982       | Peter Jackson Classic                 | 71-71-70-68=280 | –8    |                                                      |

| Majors |

Overige
- 1982: Portland Ping Team Championship (met Kathy McMullen)

## Teamcompetities
Professional
- Handa Cup ( USA): 2006 (winnaars), 2007 (winnaars), 2008 (winnaars), 2009 (winnaars)